# 埃氏鱗魨
埃氏鱗魨為輻鰭魚綱魨形目鱗魨亞目鱗魨科的其中一種，分布於印度洋印度海域，為熱帶海水魚，棲息在底層水域，生活習性不明。